# 罗培干扰素α-2b
罗培干扰素α-2b（INN：Ropeginterferon alfa-2b）是一種用於治療真性红细胞增多症（PV）的長效型干擾素藥物，此藥由皮下注射給藥。
常見副作用包含血小板和白血球數量減少、肌肉關節疼痛、疲憊感、類流感症狀（flu-like symptoms）、血液GGT數值上升等等。其他可能的副作用包含搔癢、上呼吸道感染、泌尿道感染、抑鬱、短暂性脑缺血发作等。
此藥為第一種治療PV的干擾素藥物，並已獲美国食品药品监督管理局（FDA）及歐盟核准。

## 醫療用途
此藥已於2019年2月獲歐盟核准，可在沒有脾腫大症狀的情形下，單獨用於治療PV。美国FDA亦於2021年11月核准此藥直接用於治療PV，且不需檢視過去用藥記錄。

## 歷史
2008年，台灣藥華醫藥發明了該藥物，並於隔年與AOP Orphan藥廠合作進行歐洲區的試驗。在經過7.5年的試驗後，51名患者中有61%達到了治療目標，而FDA也核准該藥物孤兒藥地位。

## 外部連結
- . Drug Information Portal. U.S. National Library of Medicine.   [2022-07-06]. （原始内容存档于2022-07-06）.
- Clinical trial number NCT01193699 for "Safety Study of Pegylated Interferon Alpha 2b to Treat Polycythemia Vera (PEGINVERA)" at ClinicalTrials.gov
- Clinical trial number NCT02218047 for "AOP2014 vs. BAT in Patients With Polycythemia Vera Who Previously Participated in the PROUD-PV Study. (CONTI-PV)" at ClinicalTrials.gov